# Netter Dömchen

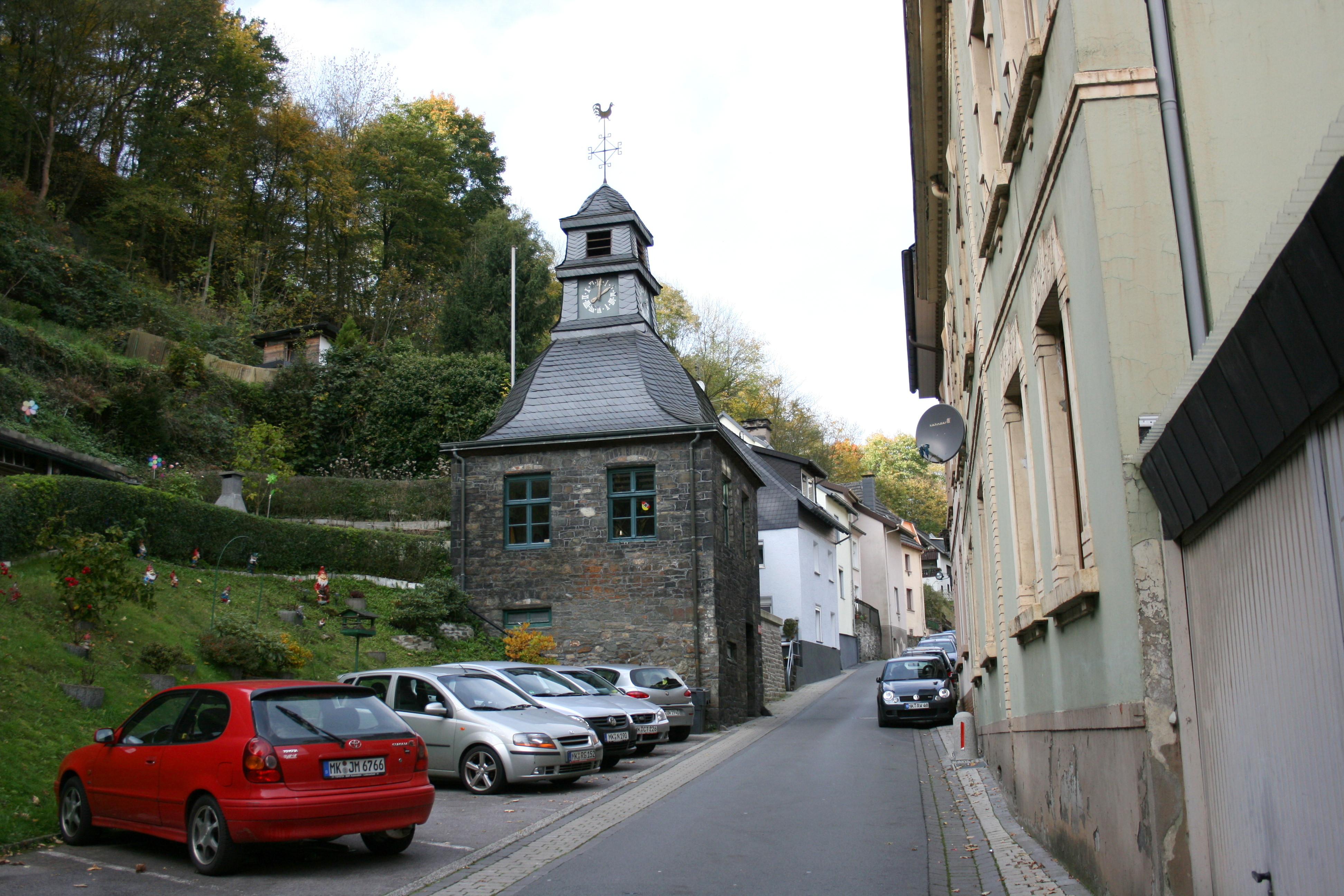
Netter Dömchen

Das Netter Dömchen ist ein denkmalgeschütztes Profangebäude in der Ortschaft Nette in Altena, einer Stadt im Märkischen Kreis (Nordrhein-Westfalen).

## Geschichte und Architektur
Das im Volksmund Netter Dömchen genannte Glockenhaus ist ein zweigeschossiger Bruchsteinbau mit geschweifter Haube und einem Dachreiter mit Zeitanzeige. Das Gebäude wurde in der zweiten Hälfte des 18. Jahrhunderts errichtet. Die Glocke ist mit 1734 bezeichnet, sie wurde von Nicolaas Müller gegossen. Der Uhrturm wurde in früherer Zeit auch als Schulungsraum genutzt. Die abseitige Lage des Ortes machte neben der zentralen Uhr der Lutherkirche eine weitere Rufglocke notwendig. In dieser Art ist das Glockenhaus einzigartig in Westfalen.